# Латгалия
Ла̀тгалия (на латвийски: Latgale) е една от четирите историко-културни области, които образуват съвременна Латвия.

## Обща информация
Ла̀тгалия е най-източната от четирите области, като на изток граничи с Русия, на север с река Даугава и Видземе, на юг и югоизток с Беларус, а на запад със Земгале.
Исторически погледнато областта е с най-разнообразна етническа структура от всичките четири области, включвайки в населението си евреи, поляци, литовци, беларуси, както и значително руско малцинство. За разлика от по-голямата част от Латвия, където лутеранството е доминиращата религия, то тук живеят предимно римокатолици. Към момента на присъединяването на страната в състава на Съветския съюз по-голямата част от руснаците в Латгалия са били староверци, останали от времето на разкола в Руската църква от 1666 – 1667. Към второто десетилетие на XXI век преобладаващата част от руснаците в Латгалия са православни християни към Руската православна църква.
В Даугавпилс е най-значителна концентрацията на руснаци в Латгалия, които съставляват около 55% от населението на града. В града живеят почти толкова поляци, колкото и латвийци. Краслава и Лудза са известни със значителните си беларуски малцинства. Докато Латгалия е част от Руската империя и по време на латвийската независимост между 1920 – 1940 г. в областта живеят изключително много евреи, но по време на Холокоста много от тях са избити още в ранните му етапи, а оцелелите напускат земите.

## Райони в Латгалия
Латгалия изцяло включва следните райони:
- Балви
- Краслава
- Лудза
- Преили
- Резекне

Латгалия включва части от следните райони:
- Алуксне
- Даугавпилс
- Йекабпилс
- Мадона

## Градове в Латгалия
В областта Латгалия живеят приблизително 328 388 души или 14,4% от 2 306 000 жители на страната. От общото население 211 хиляди души живеят в градовете или 65,5% от населението е урбанизирано. На територията на областта има 13 града или общо 17% от всички населени места в Латвия със статут на град. Пет града в Латгалия са с население над 10 хил. души и само един (Даугавпилс) е с население над 100 хил. души.
- Балви
- Варакляни
- Виляка
- Виляни
- Дагда
- Даугавпилс
- Зилупе
- Карсава
- Краслава
- Ливани
- Лудза
- Преили
- Резекне

## Етническа структура
Латгалия е най-етнически хетерогенната област на Латвия. Това е единствената област в страната, където латвийците са малцинство, съставлявайки 42% от населението или приблизително 140 хил. души. Латгалия е дом на латгалийското малцинство и латгалийския език, които са дали начало на съвременната латвийска нация и съвременния латвийски език. Със закон латгалийското наречие е защитено и е признато като един от официалните езици в областта. Въпреки това, поради значителната концентрация на руснаци в областта, има райони, където де факто няма хора, които да говорят латвийски или латгалийски. Въпреки че руският е майчин език за повече от 50% от населението на Латгалия и се владее от почти 80% от всички живеещи в областта, Латвия не е признала езика като официален.
Етническата структура на Латгалия е както следва:
- латвийци – 44,1%
- руснаци – 38,8%
- беларуси – 5,3%
- поляци – 7%
- полски беларуси - 0,6%
- украинци – 1,4%
- други – 2,8%